# Sarona kuaana
Sarona kuaana är en insektsart som beskrevs av Asquith 1994. Sarona kuaana ingår i släktet Sarona och familjen ängsskinnbaggar. Inga underarter finns listade i Catalogue of Life.